# Haplochernes hebridicus
Haplochernes hebridicus es una especie de arácnido  del orden Pseudoscorpionida de la familia Chernetidae.

## Distribución geográfica
Se encuentra en Nuevas Hébridas y las Islas Salomón.